# 大黒橋
大黒橋（だいこくばし）は、大阪府大阪市を流れる道頓堀川に架かる橋。北岸の中央区西心斎橋2丁目と南岸の同区道頓堀2丁目および浪速区湊町1丁目とを結ぶ。かつては難波橋と称されたが橋の位置が若干異なる。

## 概要
近年まで現存していた鉄筋コンクリートのアーチ橋は、1930年（昭和5年）に架設されたもので、1車線車道と両側歩道の構造になっていた。その翌年には橋東側に河川浄化のための可動堰が設置され、その上部を歩行者専用道として利用した。可動堰は、橋がコンクリート製なのに対して、煉瓦で装飾されており、1988年（昭和63年）の改装工事にはベンチや植樹枡が設置されるなどの整備が行われた。
その後、劣化や損傷等の老朽化、耐震性の問題により、2013年（平成25年）4月まで行われた道頓堀川水辺整備事業の遊歩道とんぼりリバーウォーク設置工事に合わせて鋼ポータルラーメン橋に架け替えられた。これは桁下高さや航路幅、河岸遊歩道の建築限界などを確保するために採用された。

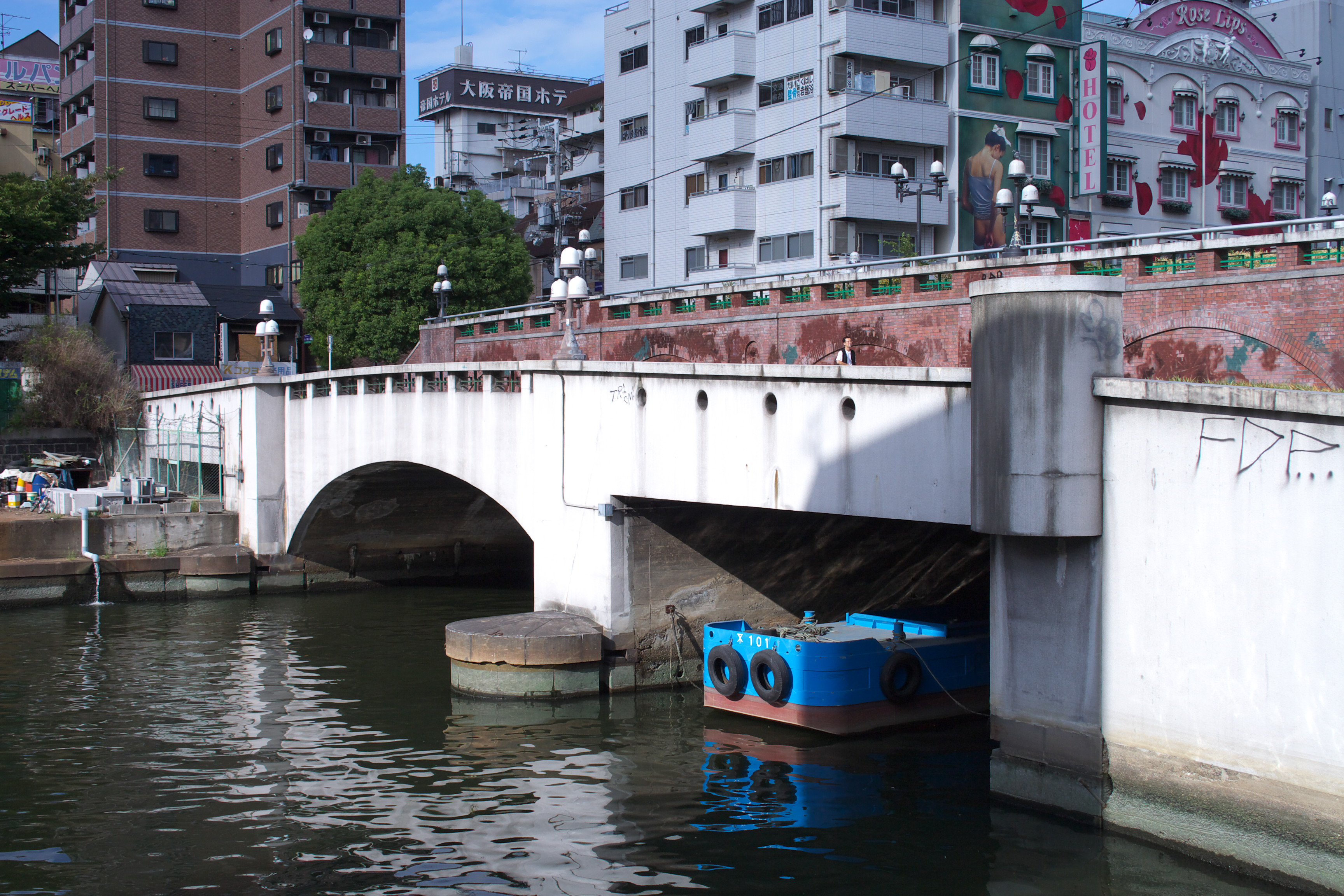
2013年架替までのRCアーチ橋
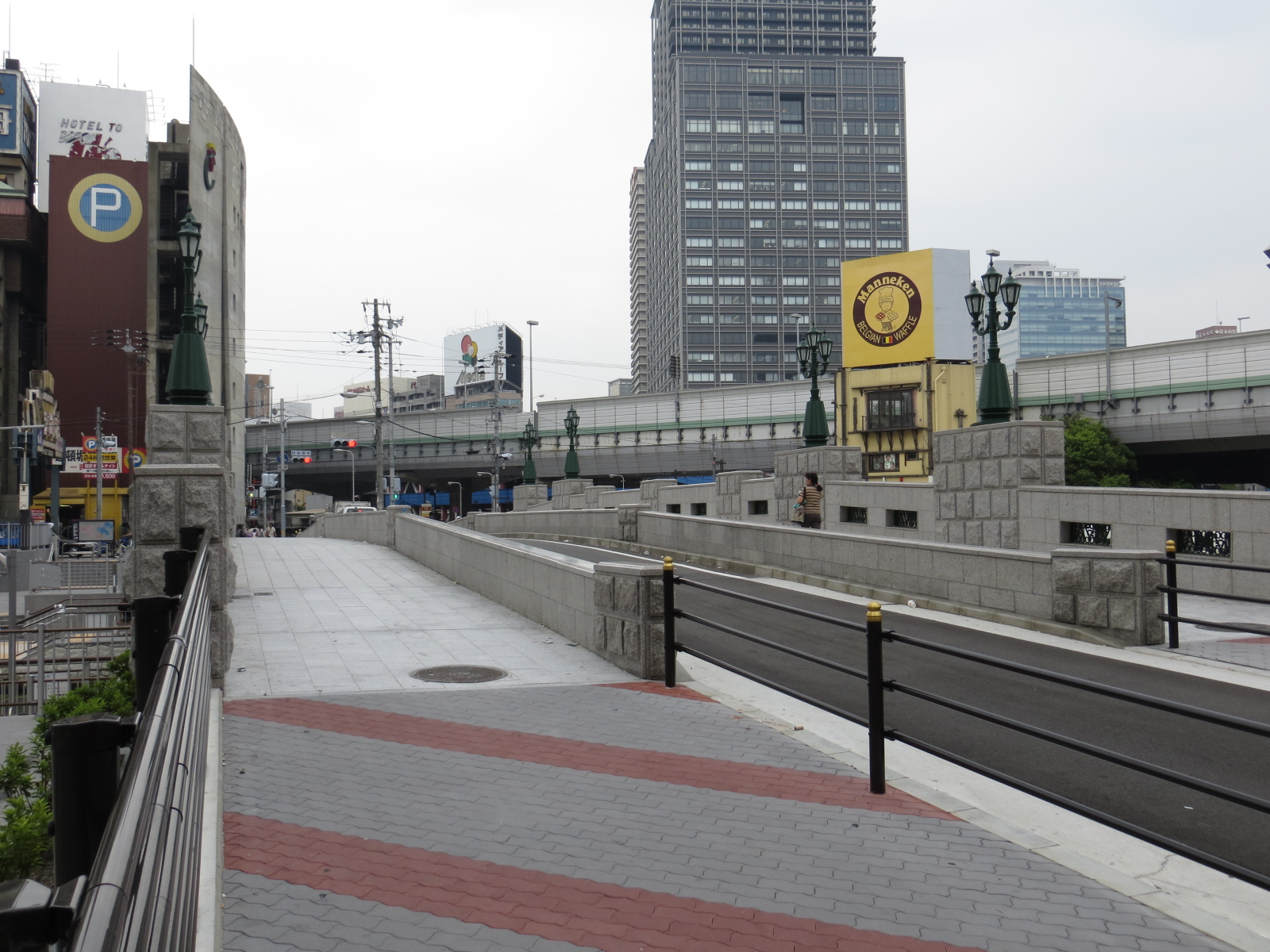
道路・歩道部分

## 歴史
大黒橋が初めて架けられたのは、1615年（元和元年）に道頓堀川が開削されてから間もない時期で、江戸時代初期の記録には、橋長42.7m、幅員2.4mの木橋であったとされている。
当時の地図には「なんば橋」もしくは「下橋」と記載されており、「大黒橋」の名称が使われているものは、1703年（元禄16年）発行の『公私要覧』が最古であり、この時期前後に定着したものとみられる。ただし、難波橋は大黒橋のある場所よりも少し東側にあった。
大黒橋の名称は、木津大国神社（敷津松之宮）の参道に由来する。なお、現在当橋の上流側に架かる新戎橋と道頓堀橋はどちらも近代以降の架橋で、江戸時代を通じて当橋上流側の橋は今宮戎神社の参道に由来する戎橋だった。
木津大国神社の参道はまた、西成郡難波村と木津村の集落（現・浪速区元町・敷津西・大国）へ通じる道でもあった。難波村も木津村も、畑場八か村と呼ばれていた都市近郊型の畑作の村に該当し、当橋付近には青物の朝市がよく立った。大黒橋をはじめとする畑場八か村の青物市は、公設の天満青物市場との対立を繰り返しながら、やがて木津卸売市場のルーツとなる難波木津市場の開設につながっていった。
1854年（嘉永7年）の安政南海地震では津波が発生し、遡上してきた船が横転し大黒橋で川をせき止め、河口から押し流されてきたものが岸に乗り上げたため、川岸に作った多くの家屋が壊されたと記録されている。